# ستيف براون (عازف جاز)
ستيف براون (بالإنجليزية: Steve Brown)‏ هو عازف جاز أمريكي، ولد في 13 يناير 1890 في نيو أورلينز في الولايات المتحدة، وتوفي في 15 سبتمبر 1965 في ديترويت في الولايات المتحدة.

## وصلات خارجية
- ستيف براون على موقع ميوزك برينز (الإنجليزية)
- ستيف براون على موقع أول ميوزيك (الإنجليزية)
- ستيف براون على موقع ديسكوغز (الإنجليزية)